# Goodyera ovatilabia
Goodyera ovatilabia är en orkidéart som beskrevs av Rudolf Schlechter. Goodyera ovatilabia ingår i släktet knärötter, och familjen orkidéer. Inga underarter finns listade i Catalogue of Life.